# Dónde estarás
«Dónde Estarás» (рус. Где ты будешь) — песня, исполненная Рики Мартином и вошедшая в альбом A Medio Vivir. Она была выпущена синглом в 1997 году.
Режиссёром клипа стал Педро Азнаром.
Песня была ремиксована Пабло Флоресом, Хавьером Гарзой, Ники, Рамоном Зенкером и «PM Project». Ремиксы также вошли в европейский сингл «Te Extraño, Te Olvido, Te Amo» и один ремикс попал в лимитированный европейский выпуск A Medio Vivir.
«Dónde Estarás» также вошёл в DVD 2001 года Europa: European Tour.

## Форматы и трек-листы
Brazilian promotional CD maxi-single
1. «Dónde Estarás» (Album Version) — 3:52
2. «Dónde Estarás» (Version Remix) — 4:51
3. «Dónde Estarás» (Moon Mix Radio Edit) — 4:47
4. «Dónde Estarás» (Pablo and Javier's Moon Mix)

Mexican CD maxi-single
1. «Dónde Estarás» (Radio Edit) — 3:43
2. «Dónde Estarás» (Dub Remix)
3. «Dónde Estarás» (PM Project Extended Mix) — 6:10
4. «Dónde Estarás» (Moon Mix Radio Edit) — 4:47

Mexican 12" maxi-single
1. «Dónde Estarás» (Extended Remix) — 4:45
2. «Dónde Estarás» (Dub Remix)
3. «Dónde Estarás» (PM Project Extended Mix) — 6:10
4. «Dónde Estarás» (Pablo And Javiers Moon Mix)